# Dictyonella chlorophyllacea
Dictyonella chlorophyllacea is een sponssoort in de taxonomische indeling van de gewone sponzen (Demospongiae). Het lichaam van de spons bestaat uit kiezelnaalden en sponginevezels, en is in staat om veel water op te nemen. 
De spons behoort tot het geslacht Dictyonella en behoort tot de familie Dictyonellidae. De wetenschappelijke naam van de soort werd voor het eerst geldig gepubliceerd in 2010 door Alvarez & Hooper.